# Koszykówka 3×3 na Igrzyskach Europejskich 2023
Koszykówka 3x3 na Igrzyskach Europejskich 2023 odbyła się w dniach 21-24 czerwca 2023 na obiekcie Cracovia Arena przy alei Focha w Krakowie.
Był to debiutancki turniej w koszykówce 3x3 na igrzyskach europejskich. Mecze finałowe rozgrywane były w dn. 24 czerwca 2023 roku.

## Uczestnicy
W turnieju wystąpiło 16 drużyn kobiecych i 16 męskich.

### Kobiety
| Reprezentacja | Zakwalifikowana jako       | Data kwalifikacji | Występy   | Ostatni występ |
| ------------- | -------------------------- | ----------------- | --------- | -------------- |
| Polska        | gospodarz                  | gospodarz         | debiutant | debiutant      |
| Francja       | Ranking Federacji FIBA 3x3 | 28 listopada 2022 | 1         | 2019           |
| Niemcy        | Ranking Federacji FIBA 3x3 | 28 listopada 2022 | 1         | 2019           |
| Litwa         | Ranking Federacji FIBA 3x3 | 28 listopada 2022 | 1         | 2015           |
| Holandia      | Ranking Federacji FIBA 3x3 | 28 listopada 2022 | 2         | 2019           |
| Hiszpania     | Ranking Federacji FIBA 3x3 | 28 listopada 2022 | 2         | 2019           |
| Rumunia       | Ranking Federacji FIBA 3x3 | 28 listopada 2022 | 2         | 2019           |
| Węgry         | Ranking Federacji FIBA 3x3 | 28 listopada 2022 | 1         | 2019           |
| Czechy        | Ranking Federacji FIBA 3x3 | 28 listopada 2022 | 2         | 2019           |
| Izrael        | Ranking Federacji FIBA 3x3 | 28 listopada 2022 | 1         | 2015           |
| Szwajcaria    | Ranking Federacji FIBA 3x3 | 28 listopada 2022 | 2         | 2019           |
| Austria       | Ranking Federacji FIBA 3x3 | 28 listopada 2022 | debiutant | debiutant      |
| Ukraina       | Ranking Federacji FIBA 3x3 | 28 listopada 2022 | 2         | 2019           |
| Estonia       | Ranking Federacji FIBA 3x3 | 28 listopada 2022 | 1         | 2019           |
| Grecja        | Ranking Federacji FIBA 3x3 | 28 listopada 2022 | 1         | 2015           |
| Łotwa         | Ranking Federacji FIBA 3x3 | 28 listopada 2022 | 1         | 2019           |

### Mężczyźni
| Reprezentacja | Zakwalifikowana jako       | Data kwalifikacji | Występy   | Ostatni występ |
| ------------- | -------------------------- | ----------------- | --------- | -------------- |
| Polska        | gospodarz                  | gospodarz         | 1         | 2019           |
| Serbia        | Ranking Federacji FIBA 3x3 | 28 listopada 2022 | 2         | 2019           |
| Litwa         | Ranking Federacji FIBA 3x3 | 28 listopada 2022 | 2         | 2019           |
| Holandia      | Ranking Federacji FIBA 3x3 | 28 listopada 2022 | 1         | 2019           |
| Łotwa         | Ranking Federacji FIBA 3x3 | 28 listopada 2022 | 1         | 2019           |
| Belgia        | Ranking Federacji FIBA 3x3 | 28 listopada 2022 | 1         | 2015           |
| Francja       | Ranking Federacji FIBA 3x3 | 28 listopada 2022 | 1         | 2019           |
| Szwajcaria    | Ranking Federacji FIBA 3x3 | 28 listopada 2022 | 1         | 2015           |
| Niemcy        | Ranking Federacji FIBA 3x3 | 28 listopada 2022 | debiutant | debiutant      |
| Austria       | Ranking Federacji FIBA 3x3 | 28 listopada 2022 | debiutant | debiutant      |
| Izrael        | Ranking Federacji FIBA 3x3 | 28 listopada 2022 | 1         | 2015           |
| Słowenia      | Ranking Federacji FIBA 3x3 | 28 listopada 2022 | 1         | 2015           |
| Hiszpania     | Ranking Federacji FIBA 3x3 | 28 listopada 2022 | 1         | 2015           |
| Czechy        | Ranking Federacji FIBA 3x3 | 28 listopada 2022 | 2         | 2019           |
| Rumunia       | Ranking Federacji FIBA 3x3 | 28 listopada 2022 | 2         | 2019           |
| Estonia       | Ranking Federacji FIBA 3x3 | 28 listopada 2022 | 2         | 2019           |

## Medaliści
| Konkurencja      | Mistrz | Wicemistrz | III miejsce |
| ---------------- | ------ | ---------- | ----------- |
| Turniej kobiet   | Litwa  | Francja    | Hiszpania   |
| Turniej mężczyzn | Łotwa  | Belgia     | Polska      |

## Klasyfikacja medalowa
*   Gospodarz ( Polska)
| Miejsce | Reprezentacja | Złoto | Srebro | Brąz | Razem |
| ------- | ------------- | ----- | ------ | ---- | ----- |
| 1       | Litwa         | 1     | 0      | 0    | 1     |
| 1       | Łotwa         | 1     | 0      | 0    | 1     |
| 3       | Francja       | 0     | 1      | 0    | 1     |
| 3       | Belgia        | 0     | 1      | 0    | 1     |
| 5       | Hiszpania     | 0     | 0      | 1    | 1     |
| 5       | Polska*       | 0     | 0      | 1    | 1     |
| Razem   | Razem         | 2     | 2      | 2    | 6     |